# Damien Boudjemaa
Damien Boudjemaa (Parijs, 7 juni 1985) is een Frans-Algerijns voetballer die doorgaans speelt als middenvelder. In juli 2022 verruilde hij FC 93 Bobigny voor Montreuil.

## Clubcarrière
Boudjemaa speelde tussen 2006 en 2012 bij de Franse amateurs van UJA Maccabi Paris Métropole. Voor die club speelde de middenvelder vierenzeventig competitiewedstrijden, waarin hij veertien maal doel wist te treffen. In 2012 verkaste de Fransman naar Petrolul Ploiești en er was al snel interesse van Rapid Boekarest om hem over te nemen van Petrolul. Hij bleef echter toch en ook interesse van Valenciennes en Stade Brestois liep niet op een transfer uit. In februari 2014 vertrok Boudjemaa naar Slavia Praag, waarvoor hij tijdens zijn debuut scoorde, toen er met 5–1 verloren werd tegen Sigma Olomouc. In de zomer van 2015 liet de Fransman Praag achter zich. Het duurde een halfjaar voor hij een nieuwe club wist te vinden. In januari 2016 verbond hij zich voor anderhalf jaar aan Astra Giurgiu. Met Astra behaalde Boudjemaa het landskampioenschap en in de zomer van 2017 liet de middenvelder de club achter zich. In juli 2018 keerde de Algerijnse Fransman terug naar Frankrijk, waar hij voor Créteil-Lusitanos ging spelen. Na een periode bij FC 93 Bobigny verkaste Boudjemaa medio 2022 naar Montreuil.

## Erelijst
| Competitie         |                   |                   |                   |                   |
| Competitie         | Aantal            | Jaren             |                   |                   |
| Petrolul Ploiești  | Petrolul Ploiești | Petrolul Ploiești | Petrolul Ploiești | Petrolul Ploiești |
| ------------------ | ----------------- | ----------------- | ----------------- | ----------------- |
| Cupa României      | 1                 | 2012/13           |                   |                   |
| Astra Giurgiu      |                   |                   |                   |                   |
| Liga 1             | 1                 | 2015/16           |                   |                   |
| Supercupa României | 1                 | 2016              |                   |                   |

## Referentie
1. ↑  (ro)  Copos îi vrea în Grant pe Boudjemaa şi Mustivar, dar ploieştenii zic că nu îi cedează Gazeta Sporturilor, 23 mei 2012. Gearchiveerd op 8 maart 2022.
2. ↑  (ro)  Boudjemaa, noua vedetă a Petrolui, dorit în Franţa Observaturul PH, 6 augustus 2012
3. ↑  (de)  Boudjemaa zu Slavia Prag Transfermarkt, 5 februari 2014
4. ↑  Wedstrijdgegevens Sigma Olomouc – Slavia Praag bij Transfermarkt
5. ↑  (ro)  Boudjemaa - ultimul sosit în Cipru Astra Giurgiu, 14 januari 2016. Gearchiveerd op 17 juli 2018.
6. ↑  (fr)  Lusitanos: Le retour en France de Damien Boudjemaa Foot National, 9 juli 2018